# 8571 Taniguchi
8571 Taniguchi (1996 UX) là một tiểu hành tinh vành đai chính được phát hiện ngày 20 tháng 10 năm 1996 bởi T. Kobayashi ở Oizumi.